# Bush Tetras
Bush Tetras is een Amerikaanse postpunkband uit New York, geformeerd in 1979. Ze zijn vooral bekend van het nummer Too Many Creeps uit 1980, dat een voorbeeld was van het geluid van de band met grillige ritmes, snijdende gitaren en scherpe zang. Hoewel ze geen mainstream succes boekten, waren de Bush Tetras begin jaren 1980 invloedrijk en populair in het Manhattan clubcircuit en bij de universiteitsradio. De postpunk heropleving van New York tijdens de jaren 2000 ging gepaard met een heropleving van interesse in het genre, met de invloed van de Tetra's in veel van de bands van het circuit.

## Bezetting
Leden
- Pat Place (gitaar, 1979–1983, 1995–1998, 2005–?)
- Dee Pop (Dimitri Papadopoulos) †2021 (drums, 1979–1983, 1995–1998, 2005–2021)
- Cynthia Sley (zang, 1979–1983, 1995–1998, 2005–?)
- Val Opielski (basgitaar, 2013-?)

Voormalige leden
- Jimmy Joe Uliana (gitaar, 1979)
- Adele Bertei (zang, 1979)
- Laura Kennedy (basgitaar, 1979–1983, 1995–1998)
- Bob Albertson (basgitaar, 1983)
- Don Christenson (drums, 1983)
- Julia Murphy (basgitaar, 2005–2013, 2015)
- Cindy Rickmond (basgitaar, 2013)

## Geschiedenis
De Bush Tetras werden geformeerd in 1979 en werden al snel geconsolideerd met een bezetting van Cynthia Sley (zang), Pat Place (gitaar), Laura Kennedy (bas) en Dee Pop (drums). Zangeres Adele Bertei en gitarist Jimmy Joe Uliana waren kortstondig vroege leden. Place was eerder de oorspronkelijk gitarist en een van de oprichters van de no waveband The Contortions, hoewel het Tetras-geluid minder hectisch en onsamenhangend was en ze waren ook verschenen in sommige films van Vivienne Dick. De debuut-7" ep Too Many Creeps werd uitgebracht in 1980 bij 99 Records. Het bereikte nummer 57 op de playlist van de Billboard-clubhitlijst. Het vervolg Things That Go Boom in the Night werd in 1981 uitgegeven door Fetish Records en plaatste zich op nummer 43 in de Britse Indie hitlijst. De 12" ep Rituals, geproduceerd door Topper Headon van The Clash en het populaire Can't Be Funky werd uitgebracht in 1981 door Fetish Records in het Verenigd Koninkrijk en door Stiff Records in de Verenigde Staten. Het bereikte nummer 32 in de clubhitlijst van Billboard.
Twee live nummers (een cover van Cold Turkey en Punch Drunk van John Lennon) verschenen op de Stiff Records-compilatie Start Swimming uit 1981, waarin een one-night showcase van New Yorkse bands (ook inclusief The Bongos, The Raybeats en The dB's) werd gedocumenteerd in de Rainbow in Londen op 20 februari 1981. Een andere livepublicatie, de cassette-only Wild Things (1983), werd uitgegeven door ROIR.
Kennedy en Pop vertrokken in 1983, kort vervangen door bassist Bob Albertson en drummer Don Christensen, maar de band werd al snel ontbonden. ROIR bracht in 1989 de postume verzameling Better Late Than Never (Original Studio Recordings 1980-1983) uit met alleen cassettes.
De oorspronkelijke bezetting van Bush Tetras werd in 1995 opnieuw geformeerd en bracht in 1997 het album Beauty Lies uit. Twee andere compilaties, een cd-versie van Better Late Than Never opnieuw getiteld Boom in the Night (Original Studio Recordings 1980-1983) in 1995 en Previously Released Recordings in 1996, werden ook uitgegeven. In 1998 namen ze het album Happy op met producent Don Fleming voor Mercury Records, maar het werd opgeschort toen Mercury Records werd verkocht (het album werd uiteindelijk in 2012 uitgebracht door ROIR). In 2005 voegden ze bassiste Julia Murphy toe en hervatten ze het optreden in New York. In de zomer van 2006 toerden ze door Europa.
Oorspronkelijke bassist Kennedy overleed op 14 november 2011, na een lange strijd tegen leverziekte. In februari 2013 verving Cindy Rickmond (voorheen van Cheap Perfume, Grayson Hugh, Church of Betty en Unknown Gender) kort Murphy als bassist van de band. Begin 2016 voegde Val Opielski (voorheen van Krakatoa, Walking Hellos, PSXO en 1000 Yard Stare) zich bij de band op basgitaar. In 2018 brachten ze de ep Take the Fall uit bij Wharf Cat Records.

## Andere projecten
Na het eerste uiteenvallen van de band sloot Sley zich aan bij Ivan Julian van Richard Hell & the Voidoids om de Lovelies te vormen. Ze brachten het percussief postpunkalbum Mad Orphan (109 Records) uit in 1988. In 2008 vormde ze Command V met Pat Irwin (van The Raybeats en de The B-52's) en Rachel Dengiz. Ze brachten een titelloos album uit in 2012 bij Mush Records.
Drummer Dee Pop trad ook op met de improviserende jazzbands Radio I-Ching en Freedomland en heeft opgetreden of opgenomen met rock-georiënteerde bands en artiesten als Floor Kiss, Immaculate Hearts, The Shams, Black Flies, John Sinclair, Jayne County, The Amazing Cherubs, Fur, Michael Karoli (Can), Richard Lloyd, James Chance, The Slits, Odetta, Gary Lucas, Bobby Radcliff, Patti Palladin, Darlene Love, Andy Shernoff, The Waldos, Nona Hendryx, Band of Outsiders, Lenny Kaye, Jahn Xavier en The Gun Club. Hij trad ook op met de jazzmuzikanten Eddie Gale, Roy Campbell jr., Marc Ribot, Mark Helias, Dick Griffin, Billy Bang, Borah Bergman en Hanuman Sextet.

## Discografie

### Studioalbums
- Beauty Lies (1997, Polygram Records)
- Very Very Happy (2007, ROIR)
- Happy (2012, ROIR)

### Singles en ep's
- Too Many Creeps 7" ep (1980, 99 Records) No. 57 Billboard Dance Club Songs
- Things That Go Boom in the Night 7" single (1981, Fetish Records) No. 43 Britse Indie Chart
- Can't Be Funky 7" single (1981, Fetish Records)
- Rituals 12" ep  (1981, Fetish Records/Stiff Records) No. 32 Billboard Dance Club Songs
- Page 18 12" single (1996, Tim/Kerr Records)
- Too Many Creeps 7" single (2011, ROIR)
- Take the Fall ep (2018, Wharf Cat Records)

### Livealbums
- Wild Things alleen cassette (1983, ROIR)

### Compilatiealbums
- Better Late Than Never (Original Studio Recordings 1980-1983) alleen cassette (1989, ROIR)
- Boom in the Night (Original Studio Recordings 1980-1983) (1995, ROIR)
- Tetrafied: Previously Released Recordings (1996, Thirsty Ear)

### Compilatie optredens
- Cold Turkey (John Lennon cover) en Punch Drunk op Start Swimming (1981, Stiff Records)
- Das Ah Riot op The Last Testament (1983, Fetish Records)
- Rituals op New York Rockers (1989, ROIR)
- Too Many Creeps op Totally Wired (1995, Razor & Tie)
- Cowboys in Africa op I [Heart] New York Punk! (1995, gratis bij Mojo-uitgave 144)
- Sister Midnight (Iggy Pop cover) op We Will Fall: The Iggy Pop Tribute (1997, Royalty Records)
- Too Many Creeps op New Wave Dance Hits of the '80s: Just Can't Get Enough (1997, Rhino Records)
- Too Many Creeps op Rough Trade Shops - Post Punk 01 (2003, Mute Records)
- Can't Be Funky op New York Noise (Dance Music from the New York Underground 1978-1982) (2003, Soul Jazz Records)
- Too Many Creeps op The Definitive Story of CBGB (The Home of U.S. Punk) (2006, Salvo)
- Punch Drunk op So Indie It Hurts: Roir Rocks Volume One (2008, ROIR)
- Too Many Creeps op Death Disco (Mojo Presents a Compendium of Post-Punk Grooves) (2014, gratis bij Mojo-uitgave 246)